# Vasili Borisov
Pour les articles homonymes, voir Borissov.
Vasili Borisov (en russe : Василий Фёдорович Борисов, Vassili Fiodorovitch Borissov), né le 12 décembre 1922 dans l'oblast de Donetsk et mort le 21 août 2003 à Moscou, est un tireur sportif soviétique, spécialiste de la carabine. Lors des Jeux olympiques de Melbourne 1956 il remporte le titre olympique en carabine à 300m trois positions et l'argent en carabine à 50m tir couché. Quatre ans plus tard à Rome il remporte la médaille de bronze en carabine à 300m.

## Palmarès
- Champion olympique du tir à la carabine à 300m trois positions lors des Jeux olympiques d'été de 1956 à Melbourne ( Australie)
- Médaillé d'argent du tir à la carabine à 50m tir couché lors des Jeux olympiques d'été de 1956 à Melbourne ( Australie)
- Médaillé de bronze du tir à la carabine à 300m trois positions lors des Jeux olympiques d'été de 1960 à Rome ( Italie)